# Opel Olympia Rekord
Opel Olympia Rekord — немецкий автомобиль производства компании Opel, представленный в марте 1953 года на Франкфуртском автосалоне и заменивший в линейке автомобилей модель Opel Olympia. Выпускался серийно с марта 1953 по июль 1957 годов. В зависимости от источников его относят к автомобилям представительского (E-сегмент) или семейного (D-сегмент) класса. Название автомобиля было заимствовано у модели Opel Olympia, с которой у Olympia Rekord было некоторое конструктивное сходство. Позже уступил место модели Opel Rekord P1.

## Общие характеристики
Компоновка автомобиля — переднемоторная, заднеприводная. По сравнению с Olympia новая модель Olympia Rekord была более длинной, широкой и чуть прижатой к земле, что ознаменовало не только родство с предшественницей, но и переход к новому модельному ряду. В модельном ряду Opel Olympia Rekord были представлены следующие варианты кузовов: 2-дверный седан, 3-дверный универсал, 3-дверный фургон и 2-дверный кабриолет. Среди основных новшеств в модели Olympia Rekord — современный по тем меркам понтон, многие элементы которого были заимствованы у американских автомобилей, и большой объём хромированных деталей машины как снаружи, так и внутри. Opel следовал примеру General Motors, ежегодно производя рестайлинг автомобиля, что заключалось, как правило, в виде установки новой передней радиаторной решётки и представления новой отделки салона. По мнению главы Opel Эдварда Здунека, эти меры предоставляли клиентам возможность «социальной дифференциации» (нем. die soziale Differenzierung). Рестайлинг позволил заодно снизить стоимость подержанных автомобилей. В конструкции при этом не было ни фонарей заднего хода, ни задних противотуманных фар, ни ремней безопасности: они не были обязательными для машин, выпущенных как минимум не позже 1956 года.
Двигатель автомобиля в первых моделях Olympia Rekord в целом не изменился по сравнению с предшественницей Olympia — 4-цилиндровый рядный объёмом 1488 см³ и максимальной мощностью 40 л. с., развиваемой при 3800 оборотах в минуту. На всех машинах устанавливались карбюраторы Solex с падающим потоком. Максимальная скорость составляла 120 км/ч. В моделях 1955 и 1956 года выпуска уже устанавливался двигатель мощностью 45 л. с., развиваемой при 3900 оборотах двигателя в минуту. Традиционно использовалась 3-скоростная механическая коробка передач со следующими передаточными числами: 3.57:1 для первой передачи, 1.68:1 для второй, 1:1 для третьей и 3.57:1 для задней передачи. Объём топливного бака на моделях выпуска 1953 и 1954 годов составлял 31 л, на последующих моделях — 35 л. В модификациях от 1955 года и позже крутящий момент вырос с 94 до 98 Н·м. Начиная с моделей 1956 года, степень сжатия составляла 6.5:1, а на модели 1957 года — 6.9:1.

## Эволюция

### 1953/54

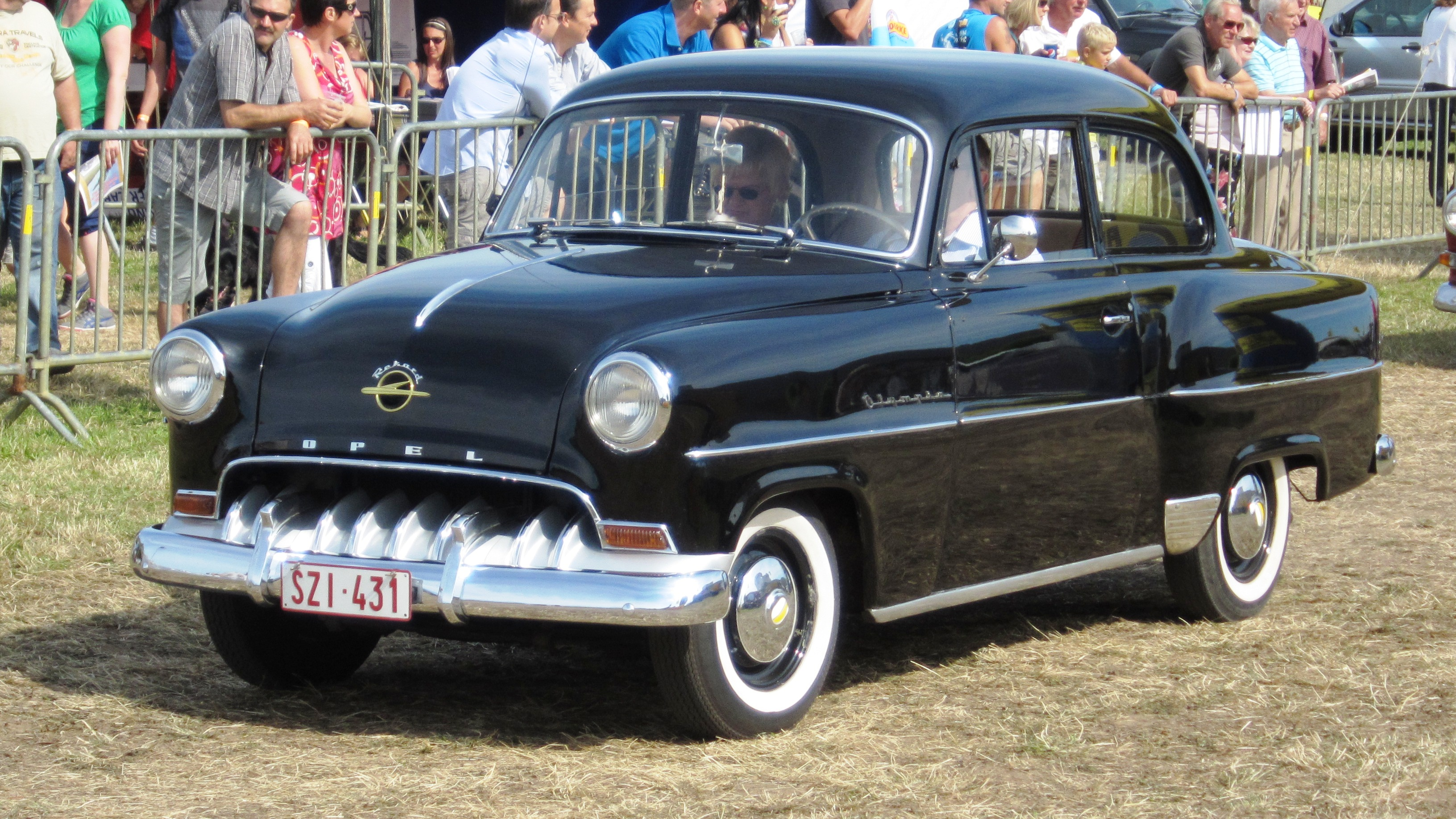
Opel Olympia Rekord, 1953/54 год выпуска

В марте 1953 года на Франкфуртском автосалоне была представлена впервые модель Opel Olympia Rekord с новым кузовом, содержавшим в себе американские понтоны, и двигателем объёмом 1488 см³, использовавшимся ещё в прежнем Opel Olympia. Среди элементов кузова выделялись схожая с пастью акулы (нем. Haifischmaul-Kuelhergrill) «зубастая» радиаторная решётка; интегрированные передние и выпуклые задние крылья, гнутое лобовое стекло, зачатки хвостовых плавников, толстые бамперы и ряд иных хромированных украшений.
Наиболее продаваемым вариантом Olympia Rekord стал 2-дверный седан. С августа 1953 года в продажу поступил 2-дверный кабриолет, формально являвшийся полукабриолетом и известный под названием Cabrio-Limouisine («кабриолимузин»). Для придания воздушности кабриолет красили в светлые тона, а в плане веса он был чуть полегче седана благодаря лёгкой крыше. Вплоть до 1956 года Opel оставался единственной немецкой компанией, выпускавшей кабриолеты. Хотя стоимость полукабриолета была выше лишь на 300 марок по сравнению с седаном, его продажи оказались очень низкими. В августе 1953 года в продажу поступил 3-дверный универсал под названием Opel Olympia Rekord Caravan, и вскоре слово Caravan стало входить в названия всех последующих выпускаемых Opel универсалов. Универсалы Caravan обладали возможностью перевозить грузы до 500 кг.
Некоторые покупатели были недовольны тем, что к автомобилям вне зависимости от цвета кузова прилагались стандартные чёрные колёсные диски; продавцы же были довольны подобным подходом Opel к снижению затрат на покраску автомобиля. Стоимость 2-дверного седана (лимузина) в Германии составляла 6410 марок, стоимость полукабриолета и универсала Caravan — 6710 марок. Отдельные модели продавались вместе со встроенным радиоприёмником Blaupunkt (дополнительные 300 марок) или системой обогрева (дополнительные 160 марок). Всего к июлю 1954 года было произведено 113 966 экземпляров с кузовом типа седан или полукабриолет, а также 15 804 универсалов Caravan и 6258 фургонов (грузовых моделей). С учётом всех модификаций к сентябрю 1954 года число выпущенных машин Opel Olympia Rekord достигло 144 485 единиц.

### 1954/55

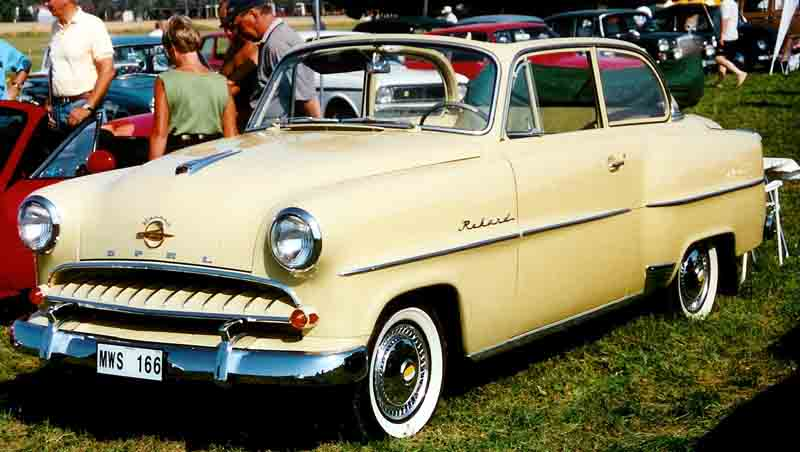
Opel Olympia Rekord, полукабриолет 1955 года выпуска

В июле 1954 года завершилось производство первой модели Olympia Rekord, а в конце лета того же года была представлена модель на 1955 год, подвергшаяся небольшому рестайлингу. В рекламируемой модели не изменился двигатель, сохранивший прежний объём и прежнюю мощность, но степень сжатия выросла с 6.3:1 до 6.5:1. Заднее ветровое стекло стало чуть крупнее, а в радиаторную решётку добавили горизонтальную перегородку: за счёт этого все модели 1956 года выпуска, имевшие зелёную окраску, получили прозвище «огуречная тёрка» (нем. Gurkenraspel). Стоимость новой модели составляла 5850 немецких марок, что было на 1 тысячу марок больше по сравнению с Volkswagen Käfer. Новый образец семейного автомобиля в дальнейшем обозначался исключительно как Opel Olympia, в то время как остальные модели обозначались полностью как Opel Olympia Rekord. В том же году был выпущен первый фургон: большое распространение получили модели фургонов, не имевшие окон сзади, но при этом позволявшие перевозить контейнеры.

### 1955/56

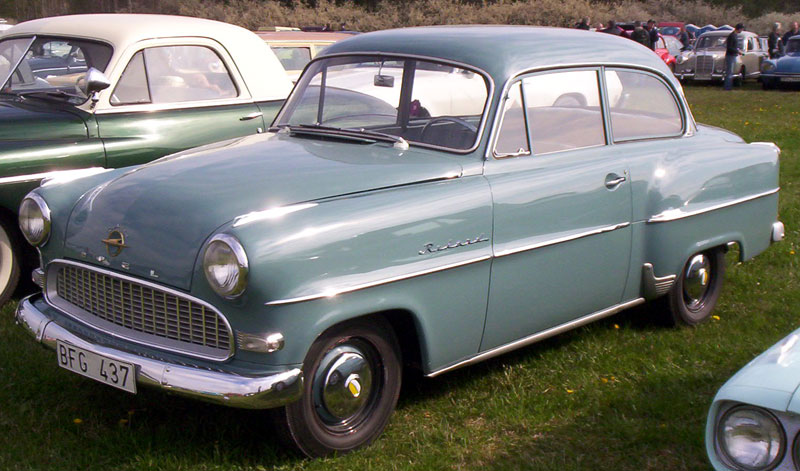
Opel Olympia Rekord, 1956 год выпуска

В августе 1955 года была представлена новая модель Opel Olympia Rekord, анонсированная на 1956 год и выпускавшаяся до июля. Старый двигатель подвергся небольшой модернизации: его максимальная мощность составляла уже 45 л. с. при 3900 оборотах в минуту и прежнем объёме, а развиваемая скорость составила 122 км/ч. Внешними особенностями новой модели стали упрощённые бамперы без клыков, а радиаторная решётка стала клетчатой. В середине 1950-х годов на фоне сложившейся тенденции последовало снижение цен на все немецкие автомобили: стоимость модели Olympia Rekord варьировалась от 5410 до 6560 марок. Степень сжатия выросла до 6.9:1. Объём топливного бака вырос до 35 л по сравнению с объёмом 31 л у предыдущей модели.
Всего было выпущено 113 416 автомобилей образца 1955/56 — с кузовами типа седан, кабриолет и универсал. Именно эта модель положила начало линейке машин Opel в среднем классе. В то же время в июле 1956 года была окончательно прекращена продажа 2-дверных кабриолетов из-за крайне низкого спроса: сохранившиеся экземпляры в настоящее время считаются коллекционной редкостью. Профессор Ханнс-Людеке Родевальд (нем. Hanns-Lüdecke Rodewald), преподаватель Берлинского института техники и экономики, в 2013 году рассказал в интервью газете Der Spiegel, что в 1977 году хотел продать Opel Olympia Rekord Caravan за 500 марок, однако никто не захотел приобретать эту машину даже по такой цене.

### 1956/57

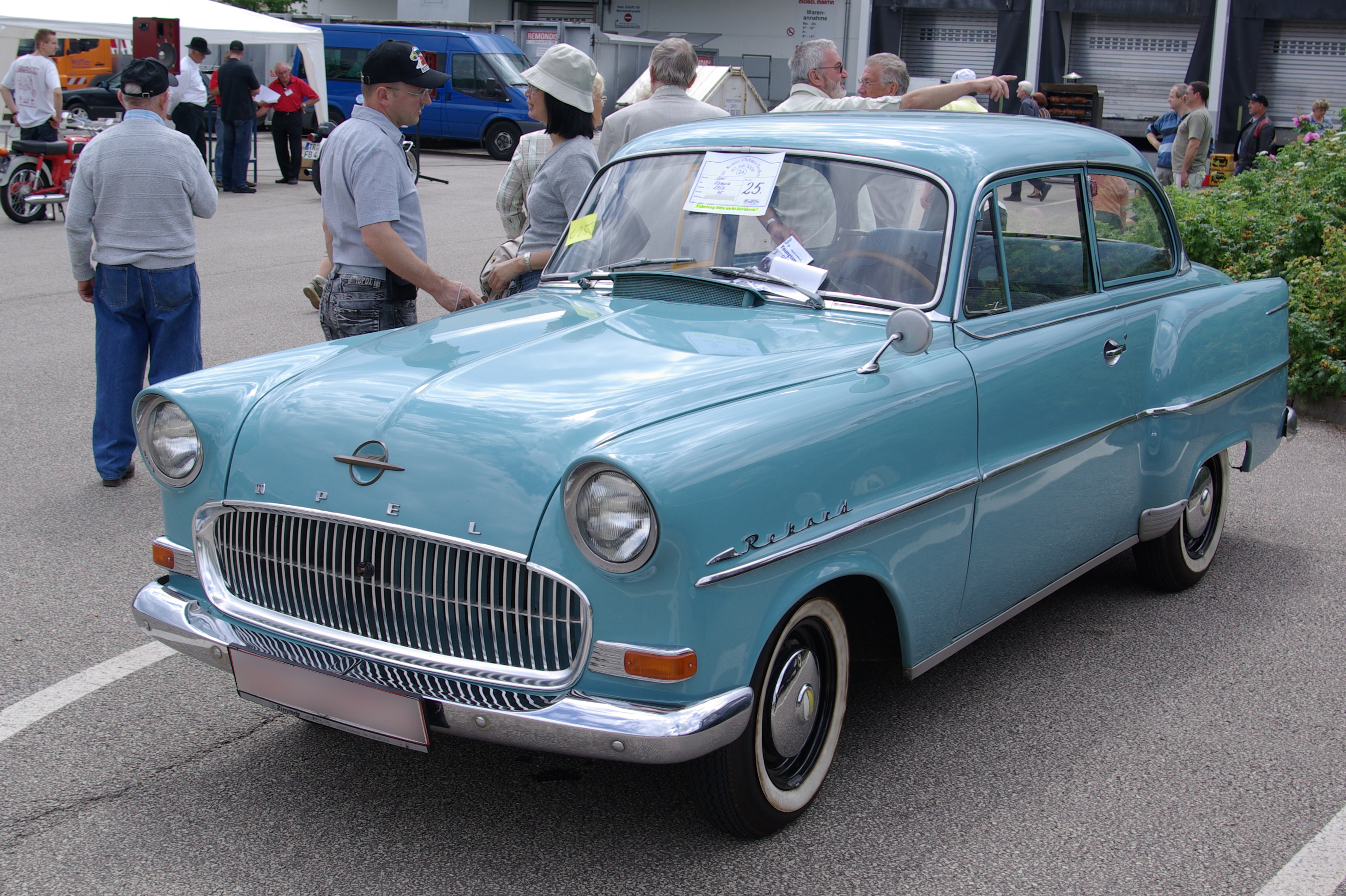
Opel Olympia Rekord, 1957 год выпуска

В 1956 году была представлена модель образца 1957 года с радиаторной решёткой типа «открытый рот» с тонкими вертикальными прутьями. Главным нововедением стала полностью синхронизированная механическая коробка передач, которая в дальнейшем использовалась и в модели Opel Rekord P1. По сравнению с другими моделями немного изменились передаточные числа для МКПП: 3.235:1 для первой передачи, 1.681:1 для второй передачи, 1:1 для третьей передачи и 3.466 для задней передачи. Стоимость автомобиля варьировалась от 5510 марок за 2-дверный седан до 6560 марок за универсал.
Всего с августа 1956 по июль 1957 года было выпущено 128 827 автомобилей Opel Olympia Rekord (седаны, кабриолеты и универсалы). Стоимость одной машины достигала 6260 марок; в настоящее время стоимость подобного экземпляра оценивается в районе 20 тысяч евро. В августе 1957 года на замену моделям Opel Olympia Rekord типа пришла новая модель под названием Opel Rekord P1: она выпускалась под именем Opel Olympia Rekord P1, на ней мог устанавливаться как традиционный двигатель объёмом 1488 см³ с мощностью 50 л. с., так и новый объёмом 1680 см³ и мощностью 55 л. с. После выхода модели Opel Rekord P2 слово Olympia в названии больше не использовалось.

## Показатели выпуска
В 1953—1957 годах было выпущено всего 582 924 экземпляра Opel Olympia Rekord, причём в 1957 году темпы выпуска значительно возросли. По объёмам продаж этот автомобиль занимал 2-е место в Германии, уступая при этом в два раза модели Volkswagen Käfer. Среди моделей Opel этот образец превосходил по продажам любые модели Ford как на германском, так и на ключевых европейских рынках. Для сравнения: в 1952—1958 годах было выпущено 564 863 экземпляра автомобилей Ford Taunus 12M и 15M, сопоставимые с Opel по многим показателям, за исключением цены и мощности двигателя (как минимум для варианта 12M). При этом по мощности двигателя Opel Olympia Rekord (40—45 л. с.) выигрывал у Volkswagen Käfer (30 л. с.).

## Технические характеристики
| Opel Olympia Rekord (1953—1957) | Opel Olympia Rekord (1953—1957)                                                                                                | Opel Olympia Rekord (1953—1957)                                                                                                | Opel Olympia Rekord (1953—1957)                                                                                                | Opel Olympia Rekord (1953—1957)                                                                                                |
|                                 | 1953/54 | 1955 (1954/55) | 1956 (1955/56) | 1957 (1956/57) |
| ------------------------------- | --- | --- | --- | --- |
| Двигатель                       | 4-цилиндровый рядный (4-тактный двигатель Отто)                                                                                | 4-цилиндровый рядный (4-тактный двигатель Отто)                                                                                | 4-цилиндровый рядный (4-тактный двигатель Отто)                                                                                | 4-цилиндровый рядный (4-тактный двигатель Отто)                                                                                |
| Объём двигателя, см³            | 1488 | 1488 | 1488 | 1488 |
| Диаметр и ход поршня, мм        | 80 x 74 мм | 80 x 74 мм | 80 x 74 мм | 80 x 74 мм |
| Максимальная мощность двигателя | 40 л. с. при 3800 об/мин | 40 л. с. при 3600 об/мин | 45 л. с. при 3900 об/мин | 45 л. с. при 4200 об/мин |
| Максимальный крутящий момент    | 94 Н·м при 1900 об/мин | 98 Н·м при 2300 об/мин | 98 Н·м при 2300 об/мин | 98 Н·м при 2000 об/мин |
| Степень сжатия                  | 6.3:1 | 6.5:1 | 6.9:1 | 6.9:1 |
| Подача топлива                  | карбюратор Solex с падающим потоком (карбюратор Opel по лицензии Carter Carburetor Co.), диаметр трубки 30 мм                  | карбюратор Solex с падающим потоком (карбюратор Opel по лицензии Carter Carburetor Co.), диаметр трубки 30 мм                  | карбюратор Solex с падающим потоком (карбюратор Opel по лицензии Carter Carburetor Co.), диаметр трубки 30 мм                  | карбюратор Solex с падающим потоком (карбюратор Opel по лицензии Carter Carburetor Co.), диаметр трубки 30 мм                  |
| Газораспределительный механизм  | верхние клапаны, толкатели и коромысла; боковой распределительный вал, приводимый в движение цилиндрической зубчатой передачей | верхние клапаны, толкатели и коромысла; боковой распределительный вал, приводимый в движение цилиндрической зубчатой передачей | верхние клапаны, толкатели и коромысла; боковой распределительный вал, приводимый в движение цилиндрической зубчатой передачей | верхние клапаны, толкатели и коромысла; боковой распределительный вал, приводимый в движение цилиндрической зубчатой передачей |
| Система охлаждения              | жидкостное охлаждение, объём системы 7,5 л                                                                                     | жидкостное охлаждение, объём системы 7,5 л                                                                                     | жидкостное охлаждение, объём системы 7,5 л                                                                                     | жидкостное охлаждение, объём системы 7,5 л                                                                                     |
| Трансмиссия                     | механическая 3-скоростная, с переключателем у рулевого колеса                                                                  | механическая 3-скоростная, с переключателем у рулевого колеса                                                                  | механическая 3-скоростная, с переключателем у рулевого колеса                                                                  | механическая 3-скоростная, с переключателем у рулевого колеса                                                                  |
| Передняя подвеска               | Независимая подвеска на двойных поперечных рычагах и винтовых рессорах                                                         | Независимая подвеска на двойных поперечных рычагах и винтовых рессорах                                                         | Независимая подвеска на двойных поперечных рычагах и винтовых рессорах                                                         | Независимая подвеска на двойных поперечных рычагах и винтовых рессорах                                                         |
| Задняя подвеска                 | Зависимая подвеска на 2 трёхслойных полуэллиптических рессорах                                                                 | Зависимая подвеска на 2 трёхслойных полуэллиптических рессорах                                                                 | Зависимая подвеска на 2 трёхслойных полуэллиптических рессорах                                                                 | Зависимая подвеска на 2 трёхслойных полуэллиптических рессорах                                                                 |
| Тормозная система               | барабанные с гидравлическим приводом, диаметр передних и задних — 200 мм                                                       | барабанные с гидравлическим приводом, диаметр передних и задних — 200 мм                                                       | барабанные с гидравлическим приводом, диаметр передних и задних — 200 мм                                                       | барабанные с гидравлическим приводом, диаметр передних и задних — 200 мм                                                       |
| Кузов                           | монокок из листовой стали | монокок из листовой стали | монокок из листовой стали | монокок из листовой стали |
| Передняя и задняя колея, мм     | 1200/1268 | 1200/1268 | 1200/1268 | 1200/1268 |
| Колёсная база, мм               | 2487 | 2487 | 2487 | 2487 |
| Длина, мм                       | 4230—4240 (зависит от модели)                                                                                                  | 4230—4240 (зависит от модели)                                                                                                  | 4230—4240 (зависит от модели)                                                                                                  | 4230—4240 (зависит от модели)                                                                                                  |
| Ширина, мм                      | 1625 (зависит от модели) | 1625 (зависит от модели) | 1625 (зависит от модели) | 1625 (зависит от модели) |
| Высота, мм                      | 1550—1595 (зависит от модели)                                                                                                  | 1550—1595 (зависит от модели)                                                                                                  | 1550—1595 (зависит от модели)                                                                                                  | 1550—1595 (зависит от модели)                                                                                                  |
| Снаряжённая масса, кг           | от 880 (или 890) до 1000 | от 880 (или 890) до 1000 | от 880 (или 890) до 1000 | от 880 (или 890) до 1000 |
| Максимальная скорость, км/ч     | 115—118 | 118—120 | 122 | 122 |
| Разгон до 100 км/ч, время в с   | 30,4—31,7 | 26,5—30,4 | 25,9—26,5 | 25,9 (седан); 28,9 (универсал)                                                                                                 |
| Объём топливного бака, л        | 31 л | 31 л | 35 л | 35 л |
| Расход топлива, л/100 км        | 11,4—11,5 | 11,5 | 11 | 11 |
| Шины                            | 5.6 x 13 | 5.6 x 13 | 5.6 x 13 | 5.6 x 13 |
| Цена, немецких марок            | от 6 250 до 6 410 (2-дверный седан) 6 710 (кабриолет, универсал)                                                               | 5 850 (2-дверный седан) | от 5 410 до 5 990 | 5 510 (2-дверный седан) 6 560 (универсал)                                                                                      |

## Галерея

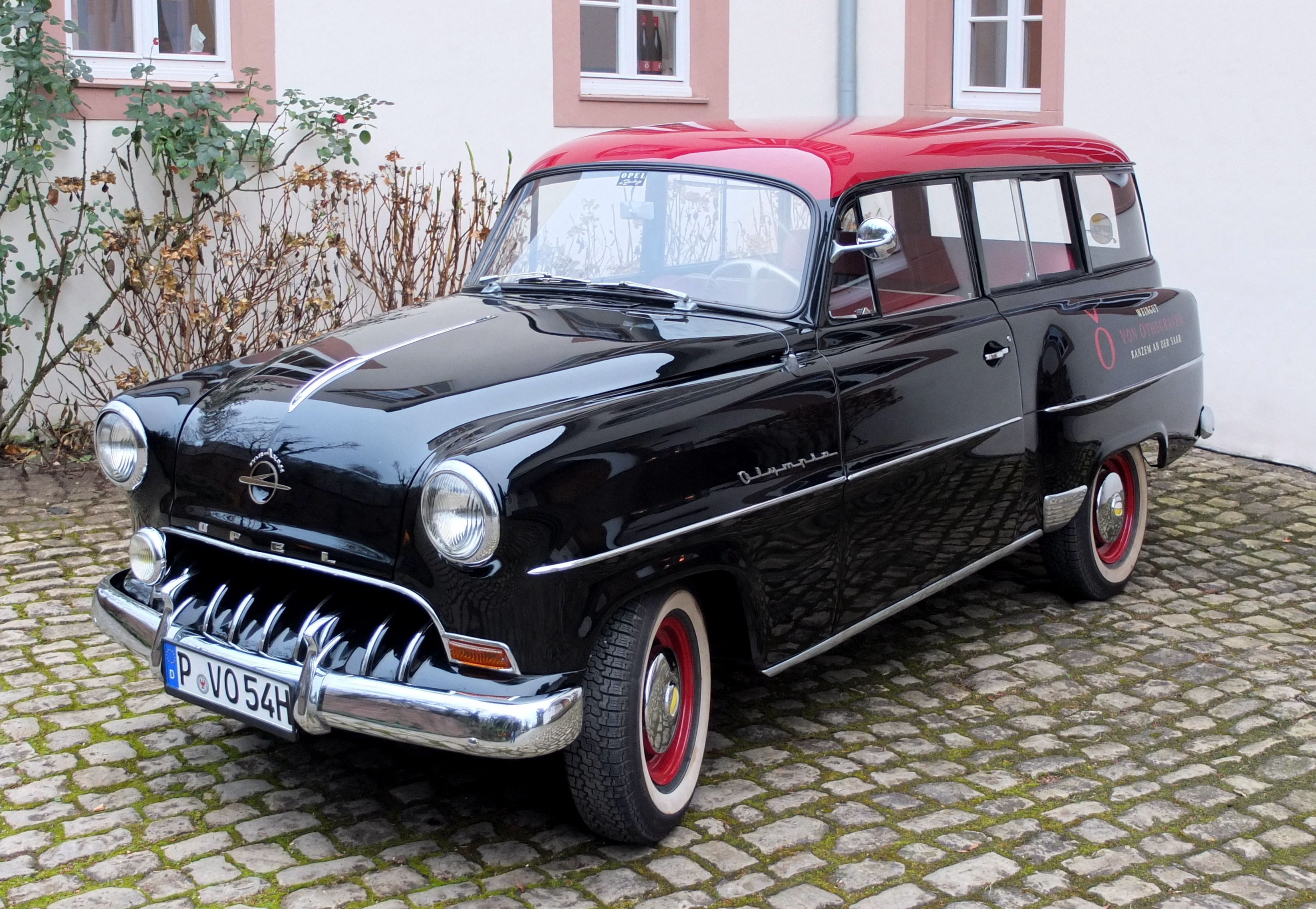
Opel Olympia Rekord Caravan, 1954 год выпуска
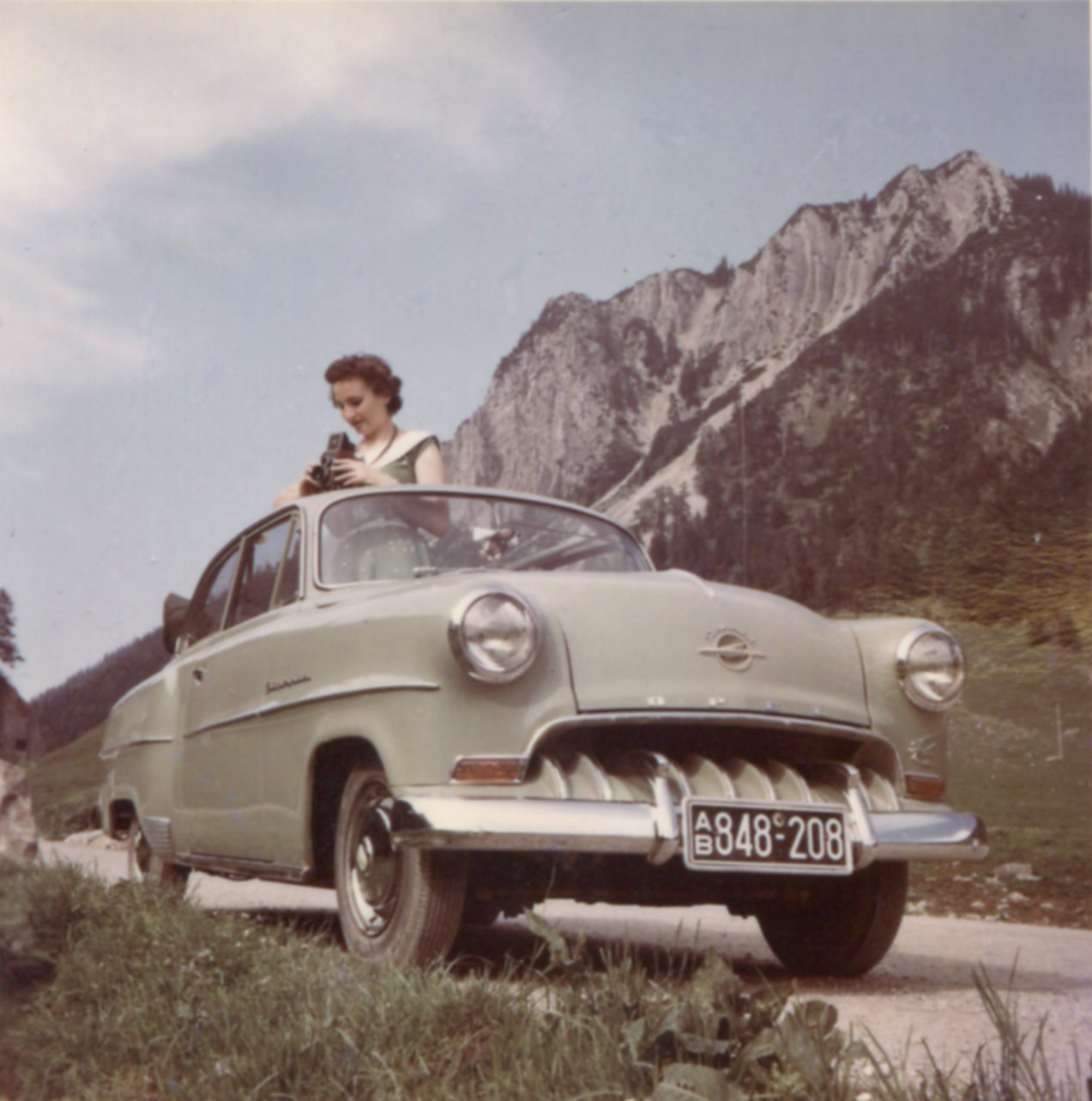
Opel Olympia Rekord, 1954 год выпуска. Фото сделано в 1955 или 1956 году
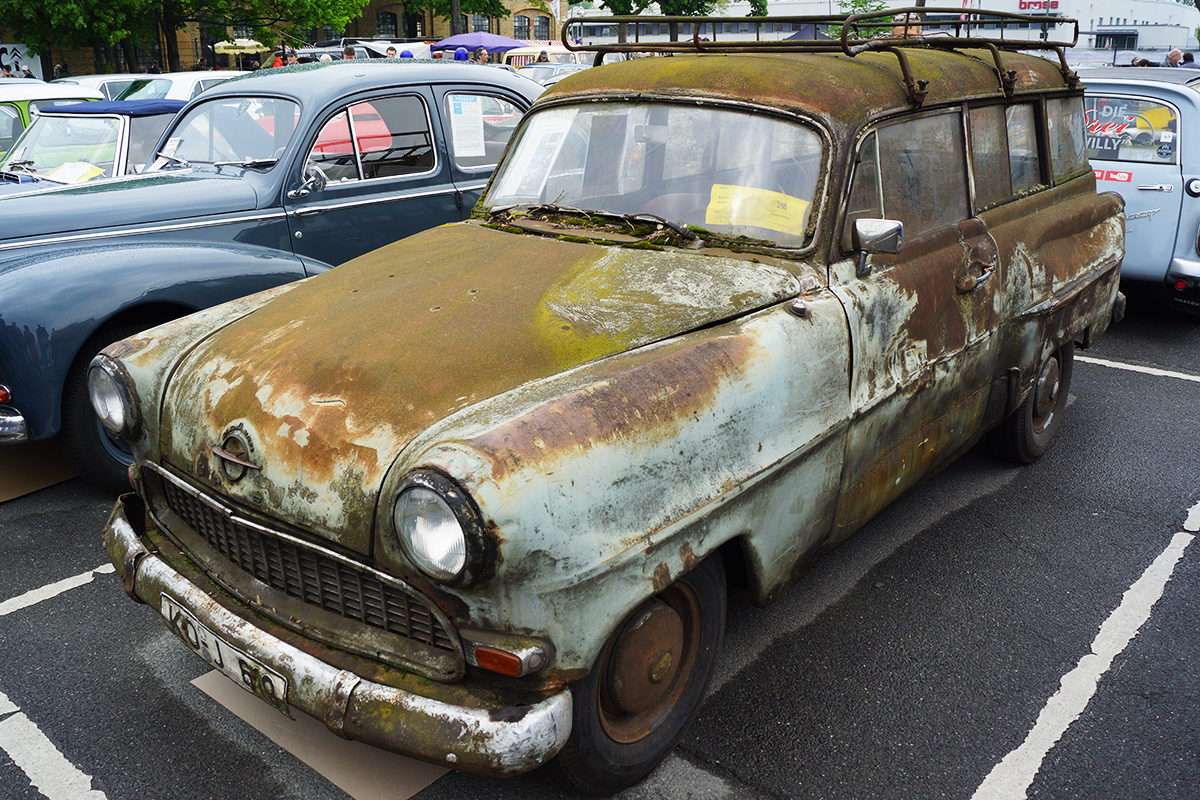
Opel Olympia Rekord Caravan, 1956 год выпуска, выставка Oldtimertage Berlin-Brandenburg 2017
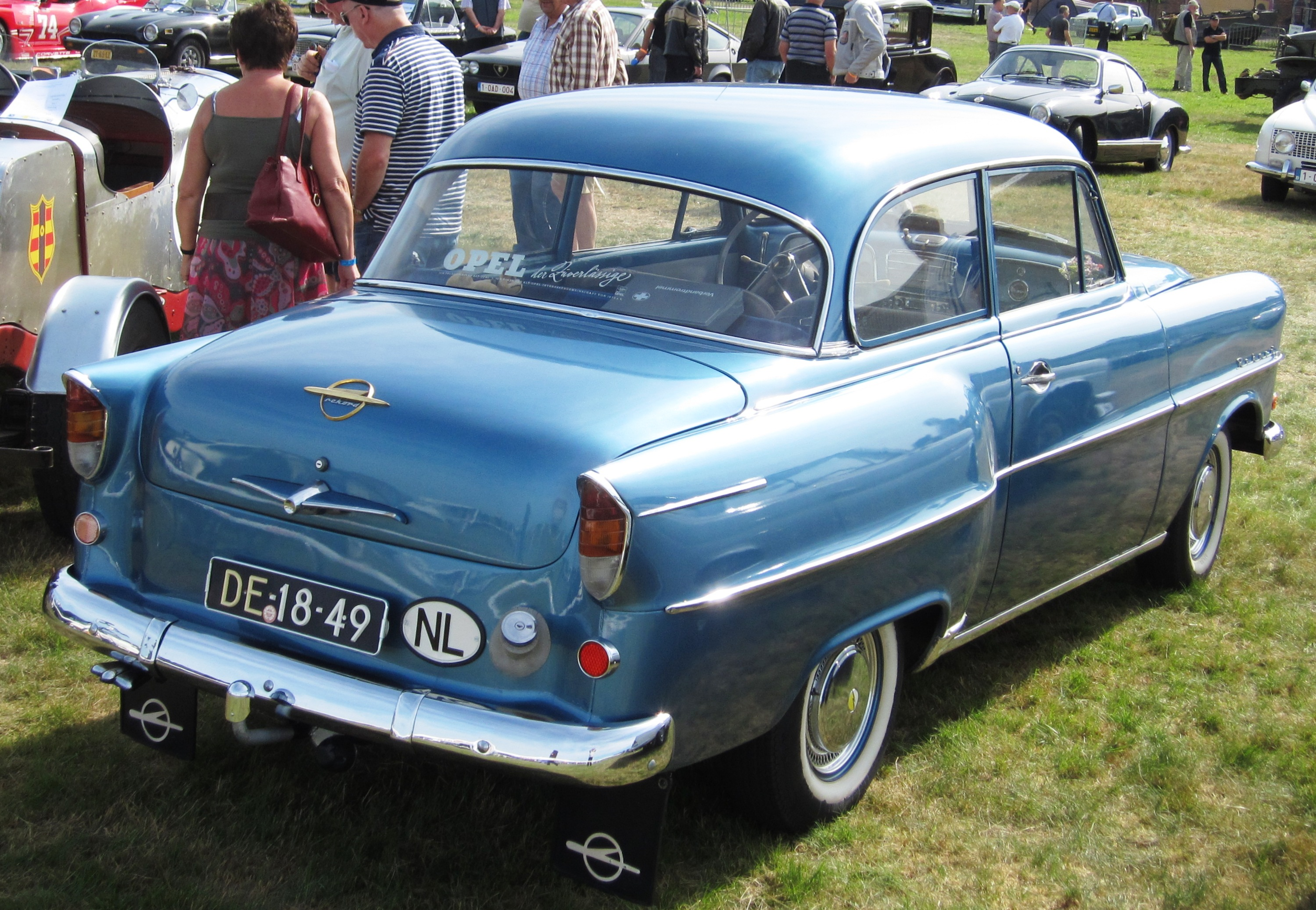
Opel Olympia Rekord, 1957 год выпуска, вид сзади
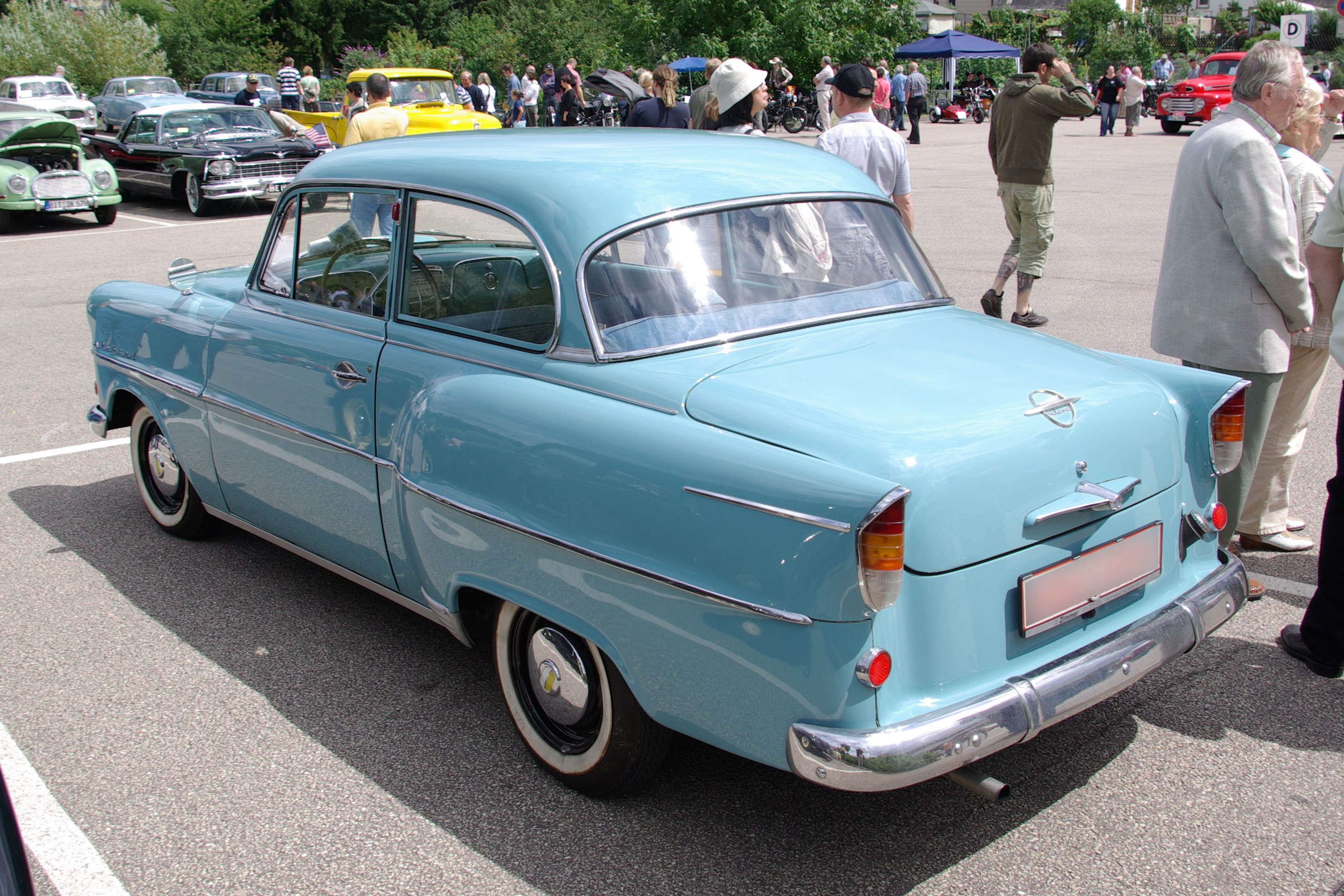
Opel Olympia Rekord, 1957 год выпуска, вид сзади
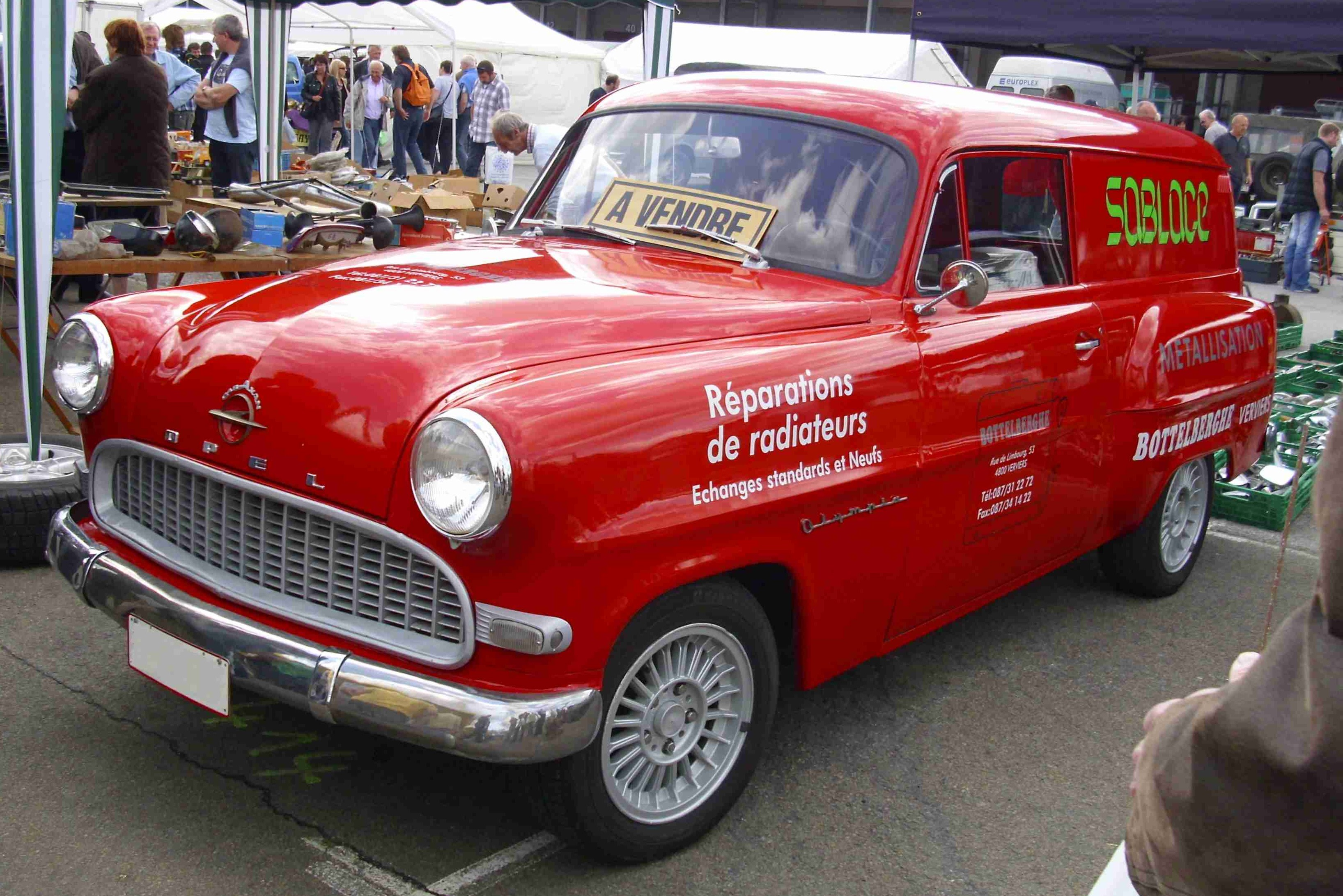
Opel Olympia Rekord, фургон, 1956 год выпуска
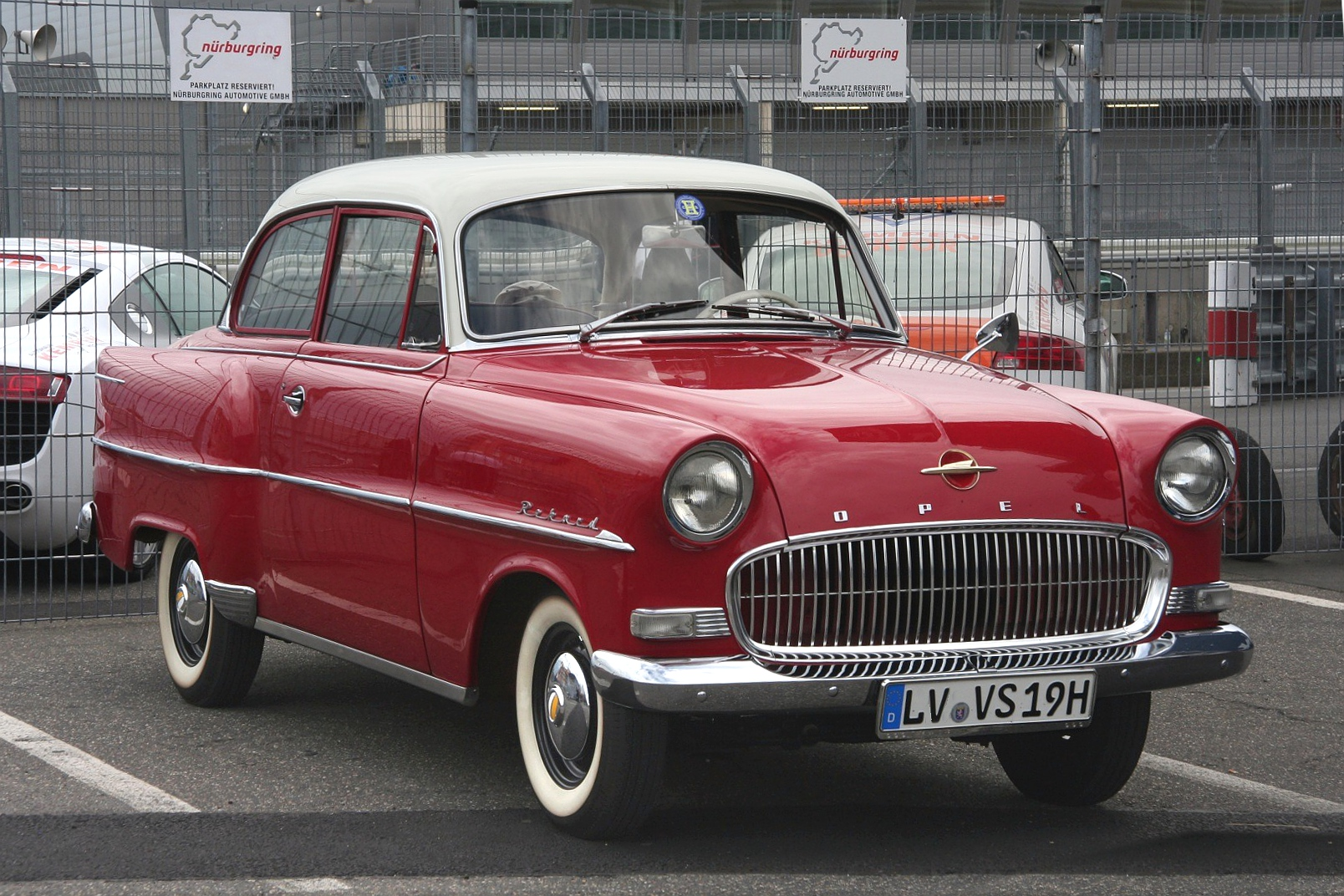
Opel Olympia Rekord, 1957 год выпуска
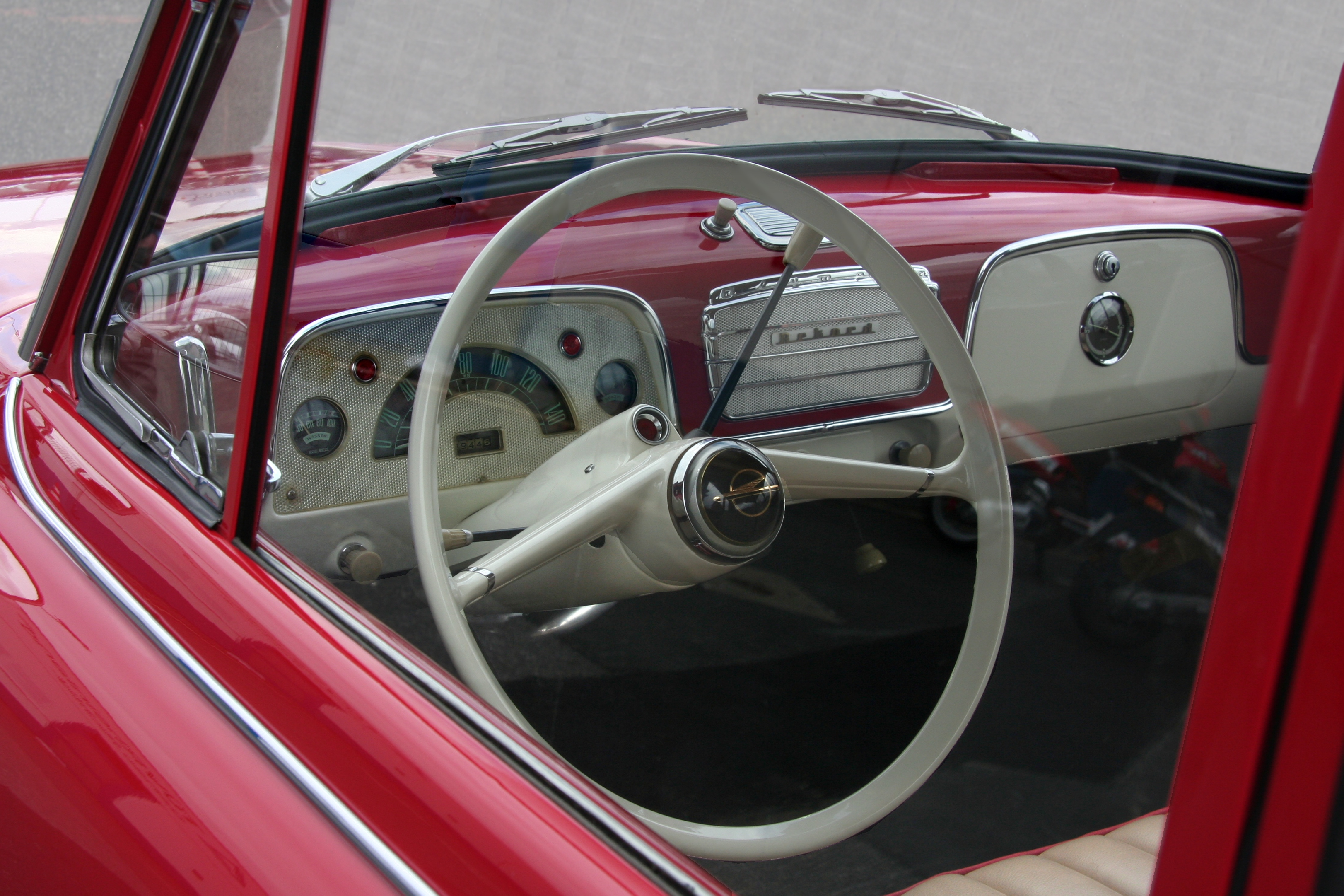
Приборная доска и рулевое колесо Opel Olympia Rekord 1957 года выпуска
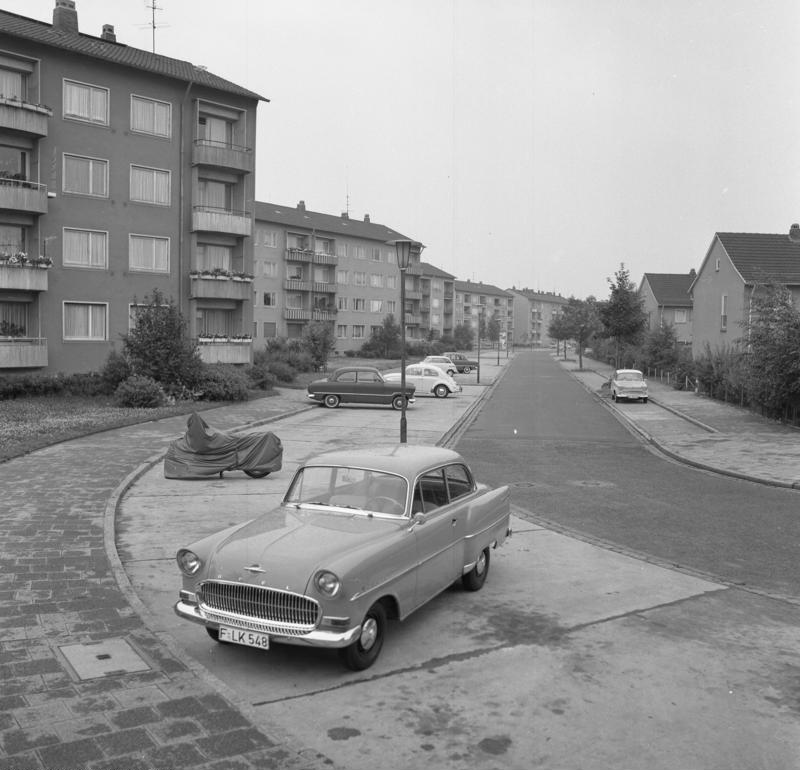
Opel Olympia Rekord во Франкфурте, июль 1961 года

## Комментарии
1. ↑  В среднем 500 кг для универсала[3]
2. ↑  Стилизованное написание Car-A-Van[3]
3. ↑  Для универсала Caravan — на 5 рессорах[18]
4. ↑  Для модели Caravan диаметр передних тормозов — 200 мм, задних — 230 мм[12]
5. ↑  Вес варьировался в зависимости от модели: масса универсала Caravan достигала 1000 кг[3]
6. ↑  120 для моделей с кузовом седан[10][6], 118 для моделей с кузовом универсал[12]
7. ↑  Для универсала Caravan — 6.4 x 13[6]